# Asta-i tot ce s-a întâmplat
Asta-i tot ce s-a întâmplat (titlul original: în engleză It's All Happening) este un film de vtineret, muzical britanic, realizat în 1963 de regizorul Don Sharp, protagoniști fiind actorii Tommy Steele, Michael Medwin, Angela Douglas și Bernard Bresslaw.

## Rezumat
Acest musical captivant pentru tineri îl prezintă pe Billy Bowles ca un coordonator de talente care a crescut ca orfan. Se întoarce în fiecare sâmbătă să se joace cu orfanii în locul în care a crescut. Sentimentalul Billy organizează o sesiune de înregistrări și un spectacol benefic pentru a ajuta instituția. El adună o mulțime de profesioniști în cântece și dans în spiritul lui Andy Hardy și oferă un spectacol pe care copiii nu îl vor uita niciodată. Billy atrage spectacolul cu dansuri și cântecele lui inspirate.

## Distribuție
- Tommy Steele – Billy Bowles
- Michael Medwin – Max Catlin
- Angela Douglas – Julie Singleton
- Jean Harvey – Delia
- Bernard Bresslaw – Parsons
- Walter Hudd – J.B. Magdeburg
- John Tate – Julian Singleton
- Janet Henfrey – April
- Richard Goolden – Lord Sweatstone
- Keith Faulkner – Mick
- Edward Cast – Hugh
- Anthony Dawes – Cyril Bong
- Barbara Clegg – domnișoara Ventnor
- Iris Russell – Nellie
- Abril Ward – Penny
- Jeffrey Chandler – Herbert
- Robert Dean – Geoff Munday

## Melodii din film
- „The Wind And The Rain” de Johnny De Little
- „The Dream Maker” de Tommy Steele
- „Meeting You” de Dick Kallman
- „Maximum Plus” de Tommy Steele and Marion Ryan
- „Somebody Else Not Me” de Shane Fenton și Fentones
- „Egg And Chips” de Tommy Steele
- „That's Livin' – That's Lovin'” de Marion Ryan
- „Day Without You” de Danny Williams
- „Flamenco” de Russ Conway
- „Summertime” de (Philip Green, Norman Newell)
- „Once Upon A Time In Venice” de - John Boulter
- „It's Summer” de Dai Francis
- „Watching All The World Go By” de Tony Mercer
- „The Boy On The Beach” de Carol Deene
- „It's Summer” de The George Mitchell Singers
- Final  „The Dream Maker”  de Tommy Steele And The George Mitchell Singers